# Viva Shaf Vegas
Pour plus de détails, voir Fiche technique et Distribution.
Viva Shaf Vegas est un téléfilm de comédie américain réalisé par Harry Shearer et sorti en 1986.

## Fiche technique
- Titre original : Viva Shaf Vegas
- Réalisation : Harry Shearer
- Scénario : Tom Leopold, Paul Shaffer et Harry Shearer
- Photographie :
- Montage : John Axness
- Musique :
- Costumes :
- Décors :
- Producteur : Kevin Bright
  - Producteur délégué : Tom Leopold, Paul Shaffer et Harry Shearer
- Sociétés de production : HBO et Paul Shaffer Enterprises Inc.
- Sociétés de distribution : Cinemax
- Pays d'origine :  États-Unis
- Langue originale : anglais
- Format : couleur
- Genre : Comédie
- Durée : 60 minutes
- Dates de sortie : 
  - États-Unis : 1986.

## Distribution
- Redd Foxx : lui-même
- Robert Goulet : lui-même
- Laura Harrington : Hope Crosby
- Tom Leopold : Tom
- David Letterman : lui-même
- Paul Shaffer : Paul
- Harry Shearer : le rabbin